# Birstall (West Yorkshire)
Birstall – miasto w Kirklees, Anglii, w hrabstwie ceremonialnym West Yorkshire,. Leży 11 km na południowy zachód od miasta Leeds i 268 km na północny zachód od Londynu. Miejscowość liczy 8740 mieszkańców.